# إبراهيم عرايس
إبراهيم عرايس (12 ديسمبر 1945 -) مخرج ومونتير مصري، من مواليد 12 ديسمبر 1945.
شارك في العديد من الأعمال الفنية، ثم سافر إلى بيروت وعمل هناك مونتيراً أيضا للأفلام التسجيلية، ثم عاد إلى القاهرة واستكمل عمله باستوديو النحاس. عمل مع الكثير من المخرجين منهم «حسام الدين مصطفى»، و«نيازي مصطفى». امتد عمله منذ عام 1963 حتى 1996 وكان حصيلة أعماله: 26 عمل مونتاج – ديكور فيلم «العمياء» 1969 – تمثيل فيلم «غازية من سنباط» 1967 – إخراج 10 أفلام.

## قائمة أفلامه في الإخراج
فيلم «الطماعين» بطولة سمير صبري وناهد يسري، عام 1984
فيلم «الحسناء والبلطجى» بطولة ناهد يسري وأحمد عبد العزيز، عام 1986
فيلم «شباب تحت المراقبة» بطولة أحمد عبد العزيز وحنان شوقي، عام 1990
فيلم «ثلاثة تحت المراقبة» بطولة أحمد عبد العزيز ودلال عبد العزيز، عام 1990
فيلم «امرأة وظل رجل» بطولة دلال عبد العزيز وحاتم ذو الفقار، عام 1991
فيلم «أمان يا دنيا» بطولة يونس شلبي وعفاف شعيب، عام 1991
فيلم «القانون لا يعرف الحب» بطولة أحمد عبد العزيز ودلال عبد العزيز، عام 1991
فيلم «الشقي» بطولة حاتم ذو الفقار وهياتم، عام 1992
مسلسل «يوميات صايم» بطولة هيفاء عادل وعبد الله الحبيل، عام 1996
فيلم «بهوات اخر زمن» بطولة سعيد صالح وحسن الأسمر، عام 1996

## وصلات خارجية
- إبراهيم عرايس على موقع IMDb (الإنجليزية)
- إبراهيم عرايس على موقع الدهليز
- إبراهيم عرايس على موقع قاعدة بيانات الأفلام العربية
- إبراهيم عرايس على الدهليز
- إبراهيم عرايس على كاروهات